# Kirloskar Group
Kirloskar Group — индийский промышленный конгломерат. Штаб-квартира расположена в городе Пуна (штат Махараштра). Компания экспортирует продукцию более чем в 70 стран, в основном в Африку, Юго-Восточную Азию и Европу. Флагманской компанией конгломерата является Kirloskar Brothers, основанная в 1888 году, — крупнейший индийский производитель насосного оборудования и трубопроводной арматуры. Kirloskar Group является одним из крупнейших поставщиков компонентов для проекта производства индийских подводных лодок типа Арихант.

## Продукция

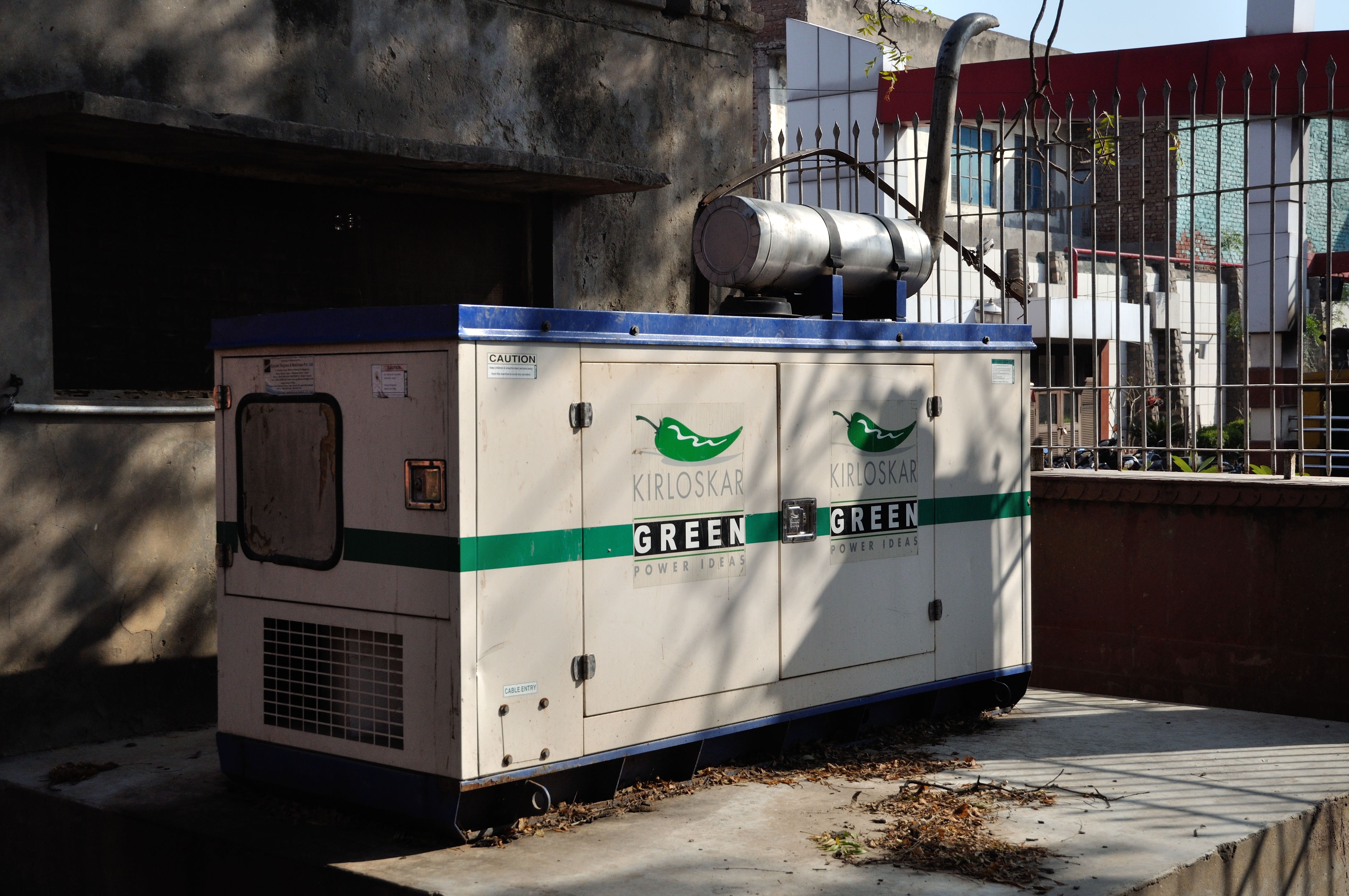
Дизельный генератор производства Kirloskar в Матхуре (штат Уттра-Прадеш)

Kirloskar Group одна из старейших индийских промышленных машиностроительных групп. Предприятия группы производят центробежные насосы, двигатели, компрессоры, осевые и центробежные вентиляторы, станки и электрооборудование (электродвигатели, трансформаторы и генераторы). Группу основал в 1888 году Лаксманрао Кирлоскар. После него компанией управлял его сын — Шантанурао Лаксманрао Кирлоскар. Под его управлением компания достигла высочайших темпов роста среди индийских компаний — активы выросли на 32,401 % за 40 лет с 1951 по 1991 год.
В 1988 году Раджив Ганди, бывший тогда премьер-министром Индии, объявил о выпуске памятной почтовой марки в ознаменование 100-летнего юбилея Kirloskar Group.

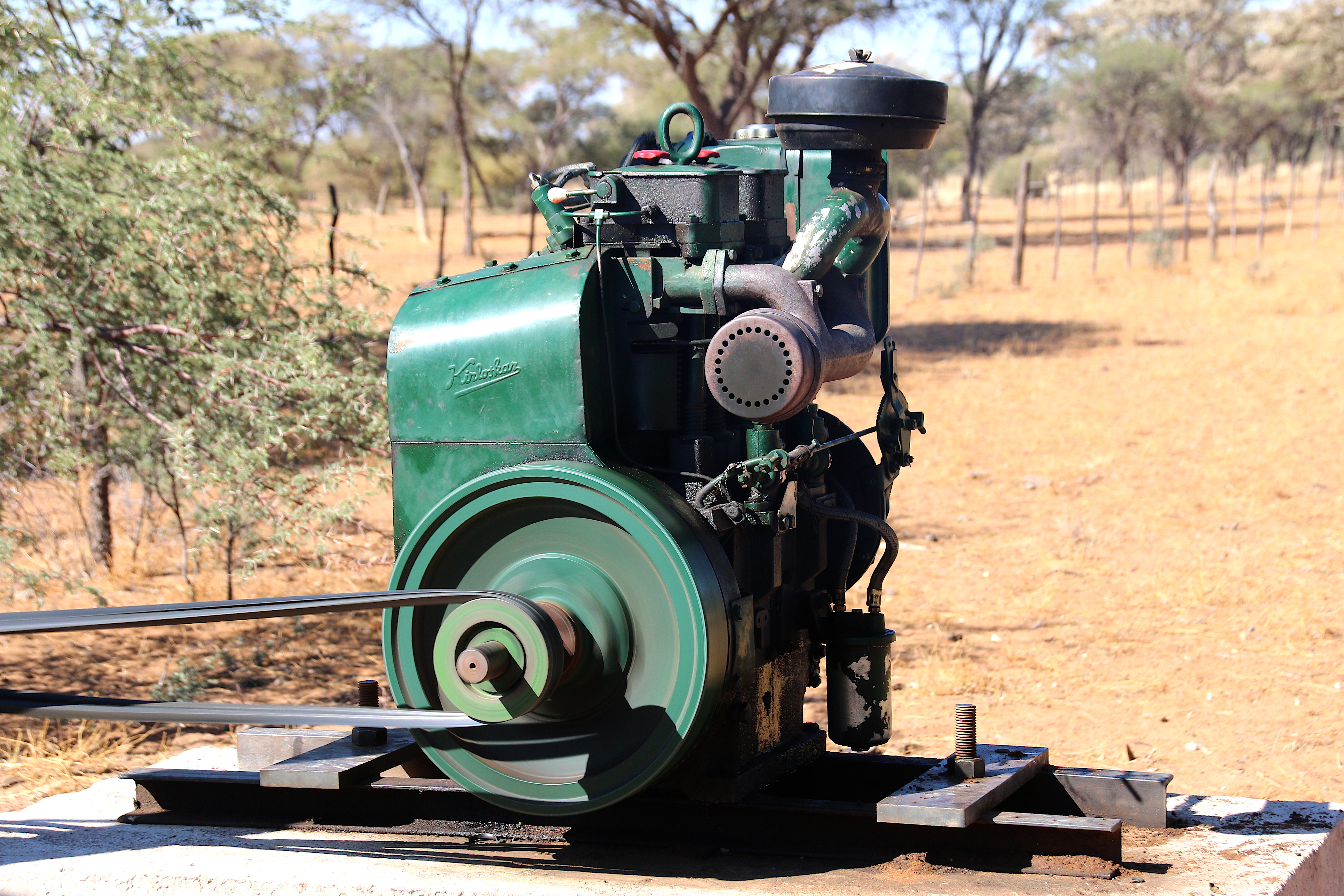
Двигатель водяного насоса производства Kirloskar в Намибии

В 1974 году в сотрудничестве с компанией Deutz-Fahr из Германии Kirloskar начала выпускать тракторы, хотя позднее производство тракторов было прекращено.
С компанией также тесно связана история одного из старейших в Индии рабочих посёлков — Кирлоскарвади в штате Махараштра, — которое возникло и выросло вокруг предприятий группы. В 2010 году Кирлоскарвади отметил своё столетие.

## Компании группы
Kirloskar Brothers Limited (включает в себя SPP Pumps (Великобритания), Kirloskar Ebara Pumps Ltd., Braybar Pumps Ltd. (ЮАР) и Kolhapur Steel Ltd.) — производит центробежные насосы мощностью от 0,1 кВт до 26 МВт, позволяющие перекачивать жидкости со скоростью выше 35 тыс. литров в секунду, являющиеся самыми крупными насосами и самыми мощными. Kirloskar Brothers Limited was established in 1888.
Kirloskar Oil Engines Limited (KOEL) — производит дизельные двигатели с воздушным и жидкостным охлаждением, а также дизельные генерирующие установки выходной мощностью от 2,1 кВт до 1010 кВт и станции до 5200 кВА. Также выпускают двигатели на альтернативных видах топлива — биодизеле, природном газе, биогазе и растительном масле. Генерирующие установки продаются под брендом «KOEL Green Gensets».
Kirloskar Pneumatic Company Limited (KPLC) имеет 4 подразделения: воздушных компрессоров, воздушных кондиционеров и холодильных установок, технологических газов, трансмиссий. Подразделения воздушных компрессоров выпускает воздушные и газовые компрессоры производительностью от 0,8 до 280 м3/мин, холодильные компрессоры открытого типа производительностью от 50 до 100 тонн охлаждения, абсорбционные холодильные установки производительностью от 90 до 500 тонн охлаждения и рефрижераторы производительностью до 800 тонн охлаждения. KPLC предлагает установки СПГ с давлением всасывания от 0,5 до 65 бар и расходом газа от 300 до 3500 SCMH, газовые компрессоры производительностью от 50 до 6000 CFM по стандартам Американского института нефти. Подразделение трансмиссий выпускает трансмиссии и редукторы для ветрогенераторов мощностью до 2,5 МВт и общепромышленные редукторы мощностью до 16 МВт.
Kirloskar Ferrous Industries Limited выпускает передельный и серый чугун для нужд автомобильной промышленности.
Kirloskar Chillers Private Limited выпускает центробежные холодильные установки мощностью от 250 до 2400 тонн охлаждения, винтовые компрессоры с воздушным и водяным охлаждением мощностью от 40 до 550 тонн охлаждения. Также предлагает решения для снабжения горячей водой и холодильные машины с тепловыми насосами. Компания основана в 1995 году. Компания является одним из крупнейших производителей холодильного оборудования в Индии и перой получившей сертификацию от американской организации AHRI. Завод расположенный в Сасваде, около Пуны, имеет первую в Индии испытательную площадку сертифицированную по требованиям AHRI.
Kirloskar Industries Limited занимается ветроэнергетикой и недвижимостью.
Kirloskar Integrated Technologies Private Limited — энергетика для сельского хозяйства и очистки и солнечная энергетика до 100 кВт.
Kirloskar Solar Technologies Private Limited — солнечная энергетика.
Kirloskar Energen Private Limited — гидроэнергетика.
Kirloskar Systems Limited — многопрофильная компания, включающая предприятия автомобильной промышленности (в том числе Toyota Kirloskar Motor — совместное предприятие с Toyota), производство медицинской техники, осуществляющая управление административными зданиями и бизнес-парками группы, оказывающая услуги по страхованию.
Mysore Kirloskar Ltd. выпускает различные станки, в том числе станки с ЧПУ. Под управлением Викрама Кирлоскара.
Kirloskar DMCC — торговая и сервисная компания для продукции предприятий группы.
Kirloskar South East Asia Company Limited представляет и продаёт продукцию предприятий группы в Юго-Восточной Азии.
Kirloskar Kenya Limited представляет и продаёт продукцию предприятий группы в Африке.
Kirloskar Proprietary Limited обеспечивает юридическую защиту патентов и бренда компаний группы.
Kirloskar Institute of Advanced Management Studies (KIAMS, Институт группы Кирлоскар по повышению управленческих навыков) основан в 1991 году как частный центр компетенций в области менеджмента для повышения уровня знаний и развития руководителей предприятий Kirloskar Group. В 1995 году учебные программы института открыли для всех желающих в Индии.
Фонд S. L. Kirloskar CSR Foundation
Ранее в группу входила компания Kirloskar Electric Company, выпускавшая электротехническое оборудование (трансформаторы, генераторы, двигатели и др.).

## Признание
В 1992 году компания Kirloskar Brothers стала первой удостоившейся награды «Лучший из всех» в рамках конкурса Национальной премии качества имени Раджива Ганди.